# Plecoptera bilinealis
Plecoptera bilinealis är en fjärilsart som beskrevs av John Henry Leech 1889. Plecoptera bilinealis ingår i släktet Plecoptera och familjen nattflyn. Inga underarter finns listade i Catalogue of Life.